# Holms varv
Ej att förväxla med Holms Yachtvarv i Gamleby

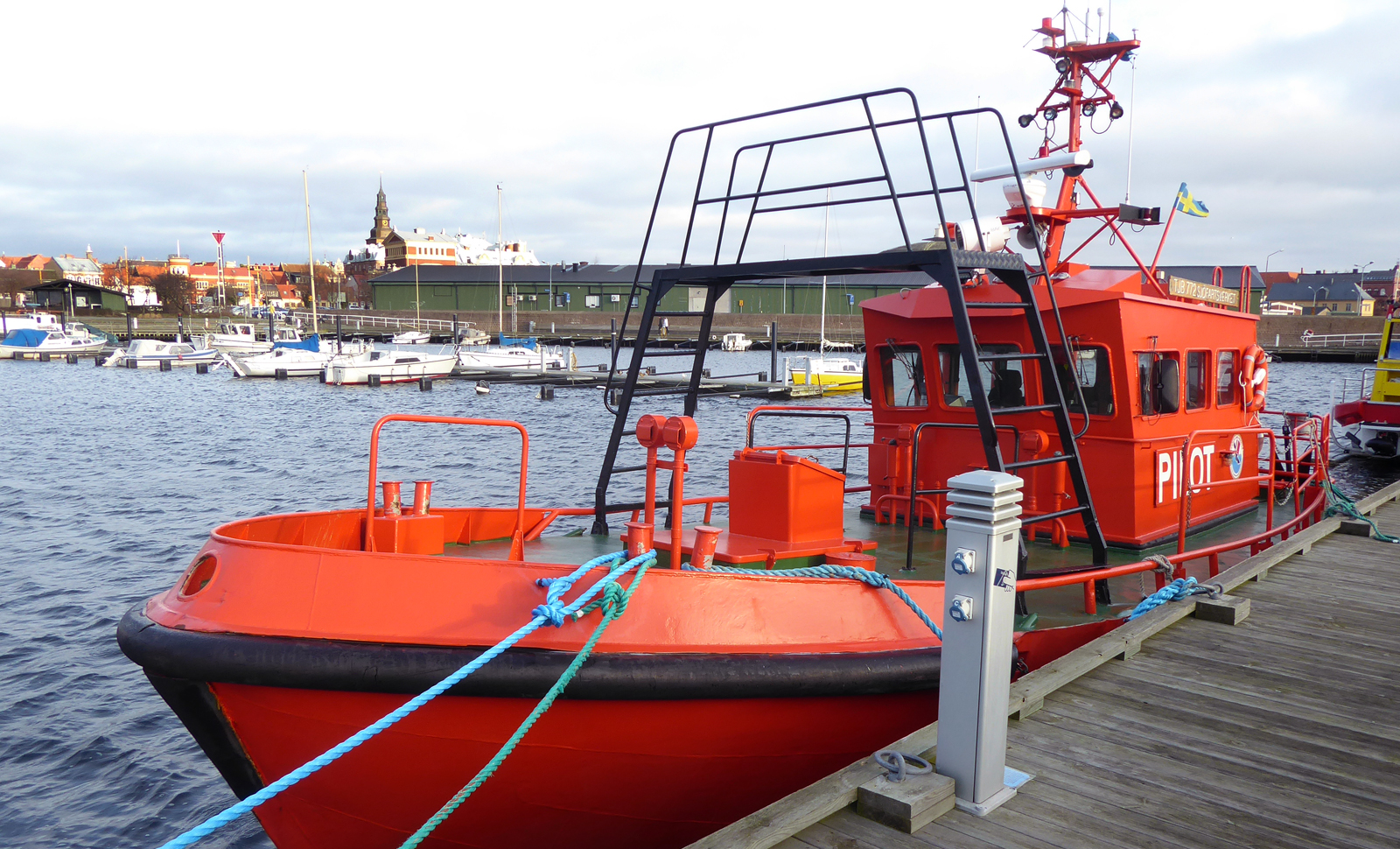
Lotsbåt Pilot 772 SE, byggd 1987, på Ystads lotsstation

Holms varv var ett svenskt fartygsvarv på Råå utanför Helsingborg.
Båtbyggaren Axel Kristian Gustafsson (1861–1933) på Råå flyttade på 1890-talet till Landskrona för att starta Gustafsson & Söners Skeppsvarv där och sålde 1899 sitt varv på Råå till den 28-årige Idof Emil Holm (1871–1944), som i sin ungdom hade arbetat på Sven Peter Nilssons varv på Råå och senare praktiserat på varv i USA och varit verkmästare på Gustafsson & Söners Skeppsvarv i Landskrona. Emil Holm och Christian Lund bildade Råå Warf, vilket ombildades 1902 till Råå Varfsaktiebolag. Detta övertog 1914 efter Sven Peter Nilssons död också dennes varv. År 1914 lämnade Christian Lund samarbetet med Emil Holm och startade eget varv på Råå, 1918 flyttat till Limhamn. Företaget bytte senare namn till AB Holms Skeppsvarv.
Varvet gick i konkurs 2008.

## Byggda båtar i urval
- 1936 Fiskebåten Svalandia
- 1945 T/S Kvartsita
- 1950 Svanen West
- 1960 HMS Hisingen (M43)
- 1983 Trafikverkets färja M/S Helena Elisabeth
- 1985 Trafikverkets färja Vinösund
- 1992 Trafikverkets färja Elvira
- 2008 Molekulen, skulptur av Gunilla Bandolin i ek för Kemicentrum på Lunds tekniska högskola